# Tutti
Tutti (ital. ‚alle‘) ist ein Begriff aus der Musik. Die Spielanweisung tutti in den Stimmen der einzelnen Spieler oder in einer Partitur eines Stücks für ein Ensemble besagt, dass nach einem vorherigen Solo oder einer Divisi-Stelle wieder alle Spieler zusammen musizieren sollen. In barocken Opernarien oder instrumentalen Solokonzerten bedeutet tutti dasselbe wie Ripieno.
Als Tutti bezeichnet man auch allgemein voll orchestrierte Passagen eines Musikstücks. Bei einer Tuttiprobe probt das gesamte Orchester, bei einer Registerprobe proben dagegen die verschiedenen Register des Orchesters getrennt. 
Bei Orgeln bezeichnet Tutti die Registrierung, die die größtmögliche Auswahl von gemeinsam spielbaren Registern enthält.